# テミルタウ
テミルタウ（カザフ語: Теміртау; ロシア語: Темиртау; 英語: Temirtau）は、カザフスタンのカラガンダ州に位置する鉱工業都市。人口は、1999年の国勢調査の 17万481人から 21万590人（2015年時点）に増加している。
この都市は、カラガンダの北西、ヌラ川（サマルカンド貯水池）に臨む所に位置し旧称はサマルカンドスキーという。

## 歴史
当地へ最初に入植したのは、サマーラから移住した40家族で（ストルイピン改革を参照）、1905年6月15日にヌラ川の左岸を開いた。その土地は川の対岸にあった丘の名から「シャウル」（Жаур, Zhaur）と名付けられ、1909年にサマルカンドスキー（Самаркандский, Samarkandskiy）と改称すると「サマルカンド」と略称されるようになった。最初の学校と病院は、それぞれ1911年に創設された。
サマルカンドは、1945年10月1日に市に昇格し、カザフ語で「鉄の山」を意味するテミルタウと改称された。1947年から1949年にかけて、日本人捕虜の収容施設が市街地の近くに設けられた。

## 鉱業
1933年、サマルカンドスキー＝カラガンダ間に運河が建設され、カラガンダ炭田の開発が一層進むこととなった。1939年にはヌラ川を堰き止めて、高さ20m、幅300mのダム (北緯50度06分17秒 東経72度55分08秒 / 北緯50.10472度 東経72.91889度) とサマルカンド貯水池を設け、その後1961年まで存続することとなった。カラガンダ州地方発電所の建設は1934年に始まり、最初のタービンの稼働は1942年であった。1944年、まだ建設の途中で完成前のカザフ製鉄所が平炉（シーメンズ＝マルタン炉）による鋼鉄の生産を始めた。1号高炉は1960年、最初の鋳鉄を生産した。
1950年、カラガンダ製鋼所が創設された。その建設に際し、ソビエト連邦は「全国高度集中建設計画」を宣言し、多数の若い突撃作業班（ウダルニク）がソビエト全土や同盟国から集められ、ブルガリアからも多数が動員された。1959年には、労働者たちの暴動や蜂起が起こったが、彼らの不満を募らせた行政の失策とは、極めて劣悪な労働と生活の条件、飲料水や食料、物資や道具類その他の資源の供給途絶に及んだ。衝突の中で16名の労働者が死亡し、37名が負傷、70名が逮捕されて有罪とされた。警察側も28名の負傷者を出した。
1995年、カラガンダ製鋼所は売却されるとイスパット・インターナショナル傘下の「イスパット＝カーメット」と改称、さらに変遷を経て現在は「ミッタル・スチール・テミルタウ」と称し、アルセロール・ミッタル・グループ傘下になっている。2018年1月、工場近くの市街地に黒い雪が降り、地元の住民たちは工場の排気が汚染を引き起こしていると主張した。アルセロール・ミッタルのスポークスパーソンは雪の変色について取材に応え、12月に無風状態が長引き排気が滞留したことが原因であって、通常であれば汚染物質は風で吹き流されると述べた。

## 教育機関
1963年、カラガンダ製鋼所付設の高等技術教育機関として「カラガンダ冶金学校」（後のカラガンダ州立産業大学）が開設された。

## 公共施設と住宅開発
1970年代を通して新しいスポーツ施設が建設され、50m プール、1万5000人収容のスタジアム、アイススケート／アイスホッケーの屋内リンクなどが整備された。1972年には「冶金労働者文化宮殿」が開場し、市街地の東部に「ヴォストーク遊園地」を設けたのは1978年である。
1974年4月には、この都市から出征した第二次世界大戦の戦没兵士のための戦士記念碑が建てられ、永遠の灯火が捧げられた。
1984年から、ボスニア・ヘルツェゴビナにある当市の姉妹都市ゼニツァに因んで、ゼニツァと命名された新たな住宅地区の開発が始まった。1993年にはヴォストーク公園に新しい冬園が設けられた。

## スポーツ

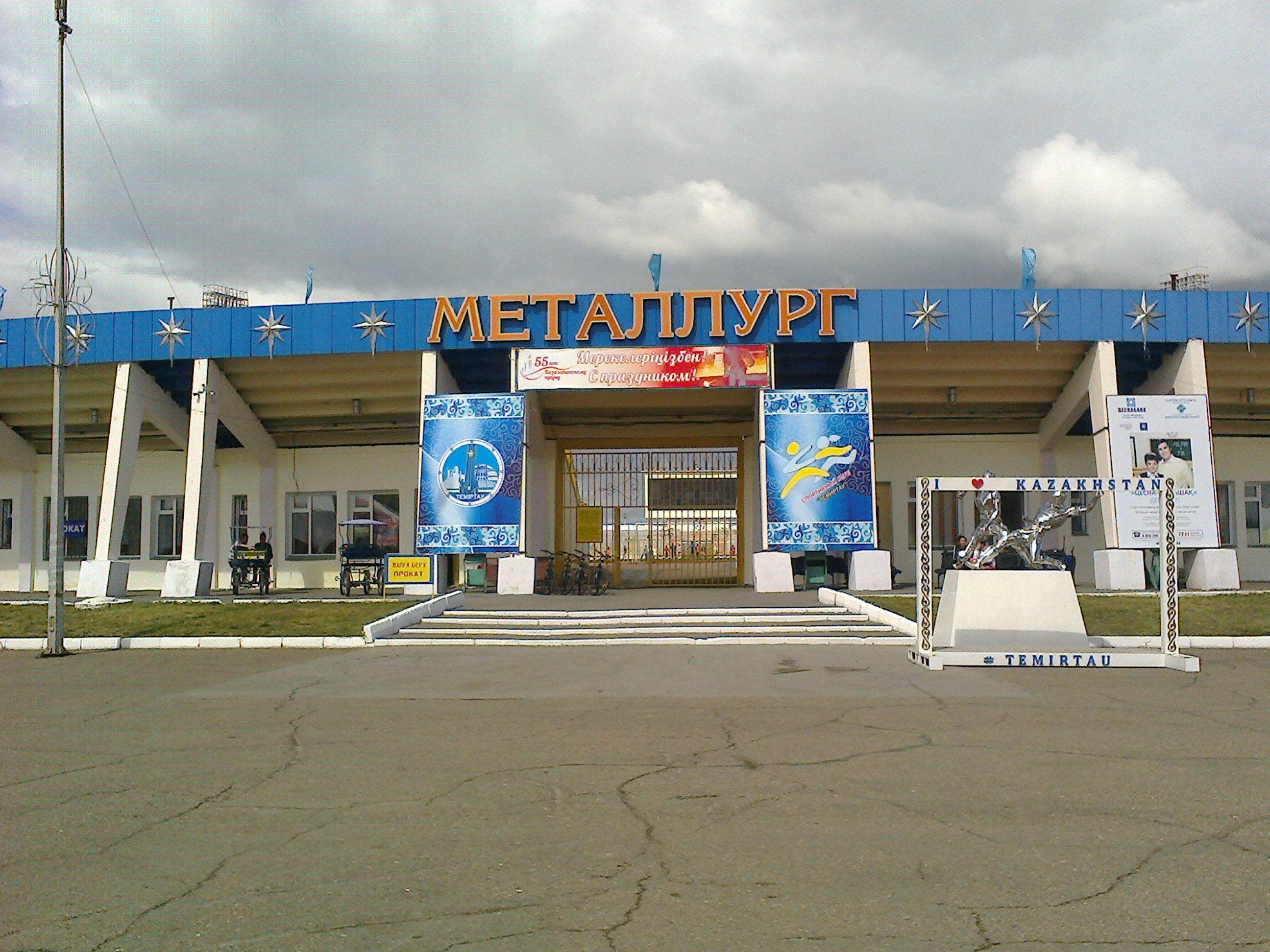
スタディオン・メタルウルグ（冶金スタジアム）。

テミルタウは、バンディのチームをカラガンダの冬季スポーツ競技会に送っている。
またサッカー・クラブのFCボラートのホームタウンであり、このチームは、プレミアリーグのビリンシ・リーガに所属している。

## 姉妹都市
- ゼニツァ -  ボスニア・ヘルツェゴビナ
- カーミヤンシケ -  ウクライナ